# Montes de León
Els montes de León és un conjunt de muntanyes de la península Ibèrica ubicat a la part occidental de la província de León i que va des del nord de la província de Zamora fins a arribar a la comarca d'El Bierzo. El seu pic més alt és el mont Teleno (2188m).
Altres muntanyes importants són el Vizcodillo (2.121 m), Cabeza de la Yegua (2.142 m), Guiana (1.846 m) i Peña Trevinca (2.127 m).

## Muntanyes
| Nom                | Altitud (msnm) | Municipi                                                |
| ------------------ | -------------- | ------------------------------------------------------- |
| Teleno             | 2.183          | Entre Lucillo i Truchas (León)                          |
| Cabeza de la Yegua | 2.142          | Castrillo de Cabrera (León)                             |
| Peña Trevinca      | 2.127          | Entre Porto de Sanabria (Zamora), (León) i Galícia      |
| Fonteirín          | 2.123          | Castrillo de Cabrera (León)                             |
| Vizcodillo         | 2.121          | Entre Truchas (León) i Rosinos de la Requejada (Zamora) |
| Peña Surbia        | 2.116          | Entre Encinedo (León) i Galícia                         |
| El Picón           | 2.079          | Encinedo (León)                                         |
| Pico Tuerto        | 2.051          | Ponferrada (León)                                       |
| Moncalvo           | 2.044          | Porto de Sanabria (Zamora)                              |
| Cruz Mayor         | 2.024          | Entre Benuza i Castrillo de Cabrera (León)              |
| Meruelas           | 2.021          | Castrillo de Cabrera (León)                             |
| Pico de las Yeguas | 1.893          | Benuza (León)                                           |
| Cerro Becerril     | 1.873          | Ponferrada (León)                                       |
| Aquiana            | 1.846          | Ponferrada (León)                                       |
| El Tesón           | 1.809          | Ponferrada (León)                                       |
| Sextil             | 1.757          | Entre Porto de Sanabria (Zamora) i Galícia              |
| Cubisco            | 1.756          | Truchillas (León)                                       |
| Sanguiñal          | 1.720          | Luyego (León)                                           |
| Llagarino          | 1.688          | Entre Encinedo i Castrillo de Cabrera (León)            |
| Fabero             | 1.680          | Benuza (León)                                           |
| Sixoblanco         | 1.673          | Benuza (León)                                           |
| Peña Negra         | 1.580          | Truchillas (León)                                       |
| Alto de Veiga      | 1.573          | Santa Colomba de Somoza (León)                          |
| Redondal           | 1.565          | Molinaseca (León)                                       |
| Monte Irago        | 1.528          | Santa Colomba de Somoza (León)                          |